# АИ-4Г (АИ-4В)
АИ-4Г (АИ-4В) — авиационный поршневой двигатель создан в 1946 году на ЗМКБ «Прогресс» им. академика А. Г. Ивченко, специально для установки на опытный вертолёт Ка-10. Предъявлен на государственные испытания в ноябре 1948 года. Было выпущено несколько экземпляров двигателя.

## Конструкция
АИ-4Г представляет собой четырёхцилиндровый поршневой двигатель с принудительным воздушным охлаждением. Трансмиссия состояла из двух редукторов, один распределял мощность на два несущих винта, другой был соединён с двигателем и служил для уменьшения числа оборотов. Комбинированная муфта редуктора выполняла функции муфты включениями муфты свободного хода. Вертикальный вал выходящий из редуктора передавал мощность на распределительный редуктор и на верхний несущий винт.